# Halowe Mistrzostwa Europy w Lekkoatletyce 2017 – sztafeta 4 × 400 m kobiet
Sztafeta 4 × 400 metrów kobiet – jedna z konkurencji biegowych rozgrywanych podczas halowych lekkoatletycznych mistrzostw Europy w hali Kombank Arena w Belgradzie. Tytułu mistrzowskiego sprzed dwóch lat broniły reprezentantki Francji.
Do zawodów zakwalifikowano 6 sztafet na podstawie wyników z 2016 roku.

## Terminarz
| Data    | Godzina |       |
| ------- | ------- | ----- |
| 5 marca | 19:00   | Finał |

## Rekordy
| Rekord świata            | Rosja · Julija Guszczina, Olga Kotlarowa · Olga Zajcewa, Olesia Krasnomowiec          | 3:23,37 | Glasgow, Szkocja  | 28 stycznia 2006(dts) |
| Rekord Europy            | Rosja · Julija Guszczina, Olga Kotlarowa · Olga Zajcewa, Olesia Krasnomowiec          | 3:23,37 | Glasgow, Szkocja  | 28 stycznia 2006(dts) |
| Rekord mistrzostw Europy | Wielka Brytania · Eilidh Child, Shana Cox · Christine Ohuruogu · Perri Shakes-Drayton | 3:27,56 | Göteborg, Szwecja | 3 marca 2013(dts)     |

## Rezultaty
| NR – rekord kraju \| WL – najlepszy tegoroczny wynik na listach światowych \| EL - najlepszy tegoroczny wynik na listach europejskich |
| SB – najlepszy wynik w sezonie \| PB – rekord życiowy                                                                                 |

### Finał
Źródła: .
| Poz. | Tor | Reprezentacja   | Zawodnicy                                                                     | Czas    | Uwagi |
| ---- | --- | --------------- | ----------------------------------------------------------------------------- | ------- | ----- |
| 01 ! | 3   | Polska          | Patrycja Wyciszkiewicz Małgorzata Hołub Iga Baumgart Justyna Święty           | 3:29,94 | SB    |
| 02 ! | 5   | Wielka Brytania | Eilidh Doyle Philippa Lowe Mary Iheke Laviai Nielsen                          | 3:31,05 | SB    |
| 03 ! | 6   | Ukraina         | Olha Bibik Tetiana Melnyk Anastasija Bryzhina Olha Lachowa                    | 3:32,10 | SB    |
| 4.   | 4   | Włochy          | Lucia Pasquale Maria Enrica Spacca Maria Benedicta Chigbolu Ayomide Folorunso | 3:32,87 | SB    |
| 5.   | 2   | Francja         | Déborah Sananes Agnès Raharolahy Louise-Anne Bertheau Floria Gueï             | 3:33,61 | SB    |
| 6.   | 1   | Niemcy          | Ruth Sophia Spelmeyer Nadine Gonska Carolin Walter Lara Hoffmann              | 3:34,60 | SB    |